# کالبرتسن (نبراسکا)
کالبرتسن(به انگلیسی: Culbertson) شهری در ایالت نبراسکا کشور ایالات متحده آمریکا است که جمعیت آن در سرشماری سال ۲۰۱۰ میلادی، ۵۹۵ نفر بوده‌است.